# Francis Poulenc
Francis Jean Marcel Poulenc /fʁɑ̃ˈsis puˈlɛ̃k/ (Parigi, 7 gennaio 1899 – Parigi, 30 gennaio 1963) è stato un compositore e pianista francese.
Fu membro del Gruppo dei Sei, assieme a Darius Milhaud, Georges Auric, Arthur Honegger, Louis Durey e Germaine Tailleferre.

## Biografia

### La famiglia
I suoi genitori erano l'industriale Emil Poulenc (Aveyron 1855 - 1917) e la borghese Jenny Royer (Parigi, 1865 - 1915). Il padre fu uno dei fondatori della Poulenc Frères, che sarebbe poi diventata la nota casa farmaceutica Rhône-Poulenc. La famiglia paterna proveniva da Espalion in Alvernia mentre quella materna da Nogent sur Marne. Jenny Royer Poulenc, figlia di un orticoltore e discendente da una modesta famiglia di tappezzieri e operai, era una pianista di talento i cui gusti spaziavano dai grandi classici apprezzati dalla borghesia francese di fine Ottocento (Mozart, Fryderyk Chopin, Schumann, Couperin, Scarlatti ecc.) fino ai grandi operisti francesi e italiani che condivideva soprattutto con uno dei suoi fratelli, l'eclettico zio Papoum, così com'era stato soprannominato da Francis che da piccolo non riusciva a pronunciare l'esatta parola per "padrino" (parrain); zio Papoum fu una persona fondamentale nella crescita del piccolo Francis, che lo vedeva come ultimo esponente della borghesia ottocentesca, abituale frequentatore di teatri e caffè, pittore nello stile di Toulouse-Lautrec e uomo di mondo. In seguito Poulenc racconterà che da bambino era incantato dal modo in cui la madre suonava Mozart, Fryderyk Chopin, Schubert e Schumann.

### L'infanzia
Poulenc nacque il 7 gennaio 1899 in Place des Saussaies 2, a Parigi. Fu precocemente attratto dalla musica, tanto da comporre a sette anni i primi piccoli pezzi, avviato allo studio del pianoforte dalla madre (a partire dal 1904). A otto anni cominciò a studiare pianoforte con un'insegnante professionista, Mademoiselle Boutet de Monvel, una nipote di César Franck. Un'amica di famiglia propose a Francis di entrare nella Schola cantorum di Vincent d'Indy, proposta che venne rifiutata dalla madre, che poco apprezzava il rigido accademismo della scuola di d'Indy. A quell'età ebbe l'occasione di ascoltare per la prima volta le "Danses sacrée et profane" di Debussy che gli rimasero impresse nella mente per via delle strane sonorità  cui egli non era abituato. Provò a lungo a eseguire al pianoforte i brani di Debussy, senza riuscirci fino all'età di 14 anni. Ciò che invece riuscì a suonare furono alcuni dei brani della "Winterreise" di Schubert ascoltati nel 1910 in un negozio di musica. Nel 1914, all'età di 15 anni, entrò al Liceo Condorcet, allora come oggi uno dei più prestigiosi di tutta Parigi.

### La gioventù
Nel 1914 Geneviève Sinkiewicz, amica della madre di Poulenc, presentò il giovane al pianista Ricardo Viñes, all'epoca uno dei più importanti esponenti del pianismo francese. La Sinkiewicz fu una grande mecenate di musica e arti: nel suo appartamento (che in seguito fu acquistato da Iannis Xenakis) teneva ogni domenica concerti ed esposizioni.
Fra il 1914 e il 1917 studiò dunque privatamente pianoforte con Viñes; riguardo al suo maestro Poulenc dichiarò: 

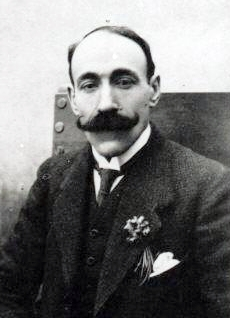
Ricardo Viñes, insegnante di pianoforte di Poulenc a partire dal 1914.

Il rapporto che legò i due non fu solamente quello di maestro-allievo, ma si instaurò una reciproca relazione di stima e affetto. All'inizio infatti Poulenc avrebbe ricevuto solo mezz'ora di lezione a settimana, ma in seguito la mezz'ora diventò un'ora e poi due a settimana, fino a che i due presero a frequentarsi anche oltre gli orari di lezione. Alla prima lezione Poulenc suonò brani di Schumann e di Debussy. Attraverso Viñes conobbe parte del mondo musicale dell'epoca fra cui gli amici del suo maestro Erik Satie e Claude Debussy; i suoi allievi Georges Auric e Marcelle Meyer e diverse altre personalità di spicco del mondo musicale. Nel 1917 Poulenc chiese al suo maestro una lettera di raccomandazione per poter entrare in contatto con Maurice Ravel.
Disgraziatamente, poco dopo il suo arrivo a Parigi, perse la madre Jenny nel 1915 e il padre nel 1917. In questo stesso anno andò ad abitare con la sorella maggiore Jeanne e con il cognato. Grazie alla sua amica d'infanzia Raymonde Linossier, Poulenc entrò nei circoli culturali di Parigi. In questo periodo, dunque, cominciò a frequentare gli intellettuali più importanti presso la libreria di Adrienne Monnier ("La Maison des Amis des Livres" ossia "La casa degli amici dei libri" in Rue de l'Odéon n°7): conosce Aragon, Paul Éluard, André Breton, Apollinaire. Frequentò anche Montparnasse e il locale La gaya, fondato proprio nel 1917, che diventerà il quartier generale del Gruppo dei Sei. L'11 dicembre di quell'anno, infine, si ebbe la prima esecuzione pubblica di un suo brano: si tratta della "Rapsodie nègre", sua prima composizione, dedicata a Satie, per baritono e ensemble strumentale flauto, clarinetto, quartetto d'archi e pianoforte.

A 18 anni, rimasto orfano, ma ormai quasi adulto, tentò di iscriversi al Conservatorio di Parigi, ma sia a causa dei gravi lutti familiari succitati, sia per l'opposizione di una certa élite musicale parigina, non vi entrò mai. Era visto infatti essenzialmente come un esponente di quei musicisti anticonformisti e "irragionevoli" legati ad Erik Satie e alle avanguardie culturali dell'epoca. Ricorda lo stesso Poulenc che quando si presentò dall'insegnante di composizione Paul Vidal, questi gli oppose un secco rifiuto: 
(da una lettera a Ricardo Viñes)
Allo scoppio della prima guerra mondiale, Poulenc era ancora troppo giovane per essere chiamato alle armi. Venne arruolato nel gennaio 1918 nel 63º reggimento di artiglieria contraerea di stanza presso Vincennes, dove rimase fino al luglio dello stesso anno. Ad ottobre venne inviato vicino Chalons sur Marne e in seguito assegnato ad un incarico impiegatizio presso il Ministero dell'aviazione a Parigi. Prima di venire smobilitato, nell'ottobre 1921, passò diversi giorni in carcere per aver prolungato senza permesso la libera uscita concessa dall'esercito. Non smise comunque di scrivere e, già nel 1918, vennero pubblicate dalla Chester editions di Londra le sue prime composizioni, grazie all'aiuto dell'amico Igor' Fëdorovič Stravinskij. Durante la sua permanenza nell'esercito scrisse diverse opere poi andate perse o distrutte: una "Sonata per violino e pianoforte" (non l'omonima del 1942), una "Sonata per violino, violoncello e pianoforte" e un preludio per sole percussioni intitolato "Les Jongleurs" ("I giocolieri").
Al 13 settembre 1918 data l'inizio ufficiale della duratura collaborazione fra Cocteau e Poulenc, invero amici da tempo: il poeta inviò al compositore la poesia Toreador, poi musicata per pianoforte e voce; di poco successivo è un altro grande successo dei due, il ciclo di chansons "Cocardes" (per canto e ensemble strumentale, Théâtre des Champs-Élysées, 1920).
Nella primavera del 1919 scrisse una delle sue tuttora più conosciute composizioni, Le Bestiaire su testi di Apollinaire, eseguita per la prima volta nel giugno di quell'anno, in una serata di beneficenza per la vedova del poeta, recentemente scomparso a causa dell'influenza spagnola.
Questi primi anni del giovane Poulenc furono caratterizzati da un intenso lavoro su composizioni da camera: fra i primi lavori ci furono i "Mouvements perpetuels" (première durante la serata per Apollinaire), le "Trois pastorales" (1918), la "Suite in Do" (1920) e l'"Impromptus" (1920), tutti per pianoforte, oltre alla "Sonata per due clarinetti" (1918) elogiata da Stravinskij e Bartók.

### Il Gruppo dei Sei
L'inizio delle attività con il Gruppo dei Sei non è segnata da una data precisa: Poulenc frequentava da diverso tempo questi giovani compositori, insieme a molti intellettuali (Jean Cocteau sopra tutti, ma anche Picasso, Modigliani, Paul Claudel, Paul Valéry ecc.) e musicisti (Marcelle Meyer, Jean Wiener ecc.) parigini. Insieme agli altri 5 componenti, Poulenc scrisse prima dei brani per pianoforte inseriti nell'"Album des six" e poi tre movimenti per il balletto "Les Mariés de la Tour Eiffel" (1921). Questo fu l'ultimo lavoro collettivo dei Sei, ma non segnò la fine della grande amicizia che fino alla morte legò questi compositori. Poulenc infatti, fin dall'epoca delle lezioni con Viñes aveva stretto un'intensa amicizia sia con Auric che con Darius Milhaud. Dagli amici era spesso chiamato con il soprannome di Poupoul, come testimoniano le lettere a lui indirizzate.

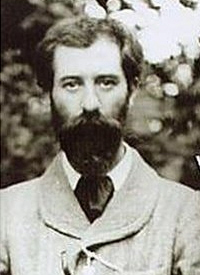
Charles Koechlin nel 1900. Insegnò composizione a Poulenc fino al 1924

In questo periodo sperimentò la prima delle sue crisi compositive: dopo un'accoglienza non pienamente favorevole ai suoi brani contenuti in "Les Mariés de la Tour Eiffel" cominciò a studiare attentamente i lavori di Stravinskij, che aveva appena scritto "Renard". I lavori orchestrali di Poulenc non riuscivano ad avere l'effetto che il compositore desiderava. In ogni caso, i movimenti per il balletto al momento erano le sue uniche composizioni per grande orchestra, oltre ad un ouverture per un dramma di Cocteau. Nello stesso 1921 si dedicò per la prima volta al teatro scrivendo un atto unico su testo di Raymond Radiguet e Cocteau, intitolato "Le gendarme incompris", per tre cantanti e piccolo ensemble da camera.
Dopo l'esperienza del balletto scritto insieme ai Sei, Poulenc, a partire dal 1921 cominciò a studiare composizione con Charles Koechlin, non avendo potuto approfittare degli insegnamenti di Paul Vidal e del grande Maurice Ravel. Con Koechlin, di cui frequentò le lezioni fino al 1924, raffinò la sua tecnica compositiva soprattutto attraverso lo studio delle opere di Johann Sebastian Bach
Nel 1922 tornò alla musica da camera, scrivendo "Quatre Poèmes de Max Jacob" (per baritono e pianoforte), la "Sonata per clarinetto e fagotto", e la "Sonata per corno, tromba e trombone". In questo stesso anno incontrò il giovanissimo Henri Sauguet e, insieme a Milhaud, conobbe Alban Berg, Arnold Schönberg e Anton Webern a Vienna, grazie all'intercessione della vedova di Mahler.

### Il successo
Un periodo di grande tristezza per Poulenc e tutti gli amici del Gruppo dei Sei fu causato dalla precoce scomparsa di Raymond Radiguet, compagno di Cocteau, morto all'età di 20 anni nel 1923. Ciononostante, Poulenc, alla fine dello stesso anno, portò a termine la composizione del suo primo balletto, "Les Biches" commissionato da Sergej Djagilev per i suoi Balletti russi, che ottenne un enorme successo alla sua prima esecuzione a Montecarlo, il 6 gennaio 1924. Dalla testimonianza dello stesso Poulenc si viene a sapere che 
Da lì in poi la sua vita fu un continuum di successi, che lo porteranno a scrivere prima il Concert champêtre per clavicembalo e orchestra (1928), dedicato alla leggendaria Wanda Landowska e poi il Concerto per due pianoforti e orchestra, eseguito per la prima volta insieme all'amico Jacques Février a Venezia nel 1932, accompagnati dall'orchestra del Teatro alla Scala. Entrambi questi ultimi concerti furono commissionati dalla principessa de Polignac, sua strettissima amica e protettrice. Attraverso di lei conoscerà Manuel de Falla, con il quale avverrà un lungo e proficuo scambio musicale e artistico. Gli anni '30 furono per Poulenc di grande successo: nel 1933 compose il "Sestetto" e nel 1935 cominciò ad eseguire lui stesso le proprie composizioni. In quello stesso anno conobbe Pierre Bernac, il baritono per il quale compose circa 90 canzoni (ad es. "Cinq Poèmes de Paul Éluard" ecc.) e con il quale eseguì concerti in tutto il mondo.

### La musica sacra

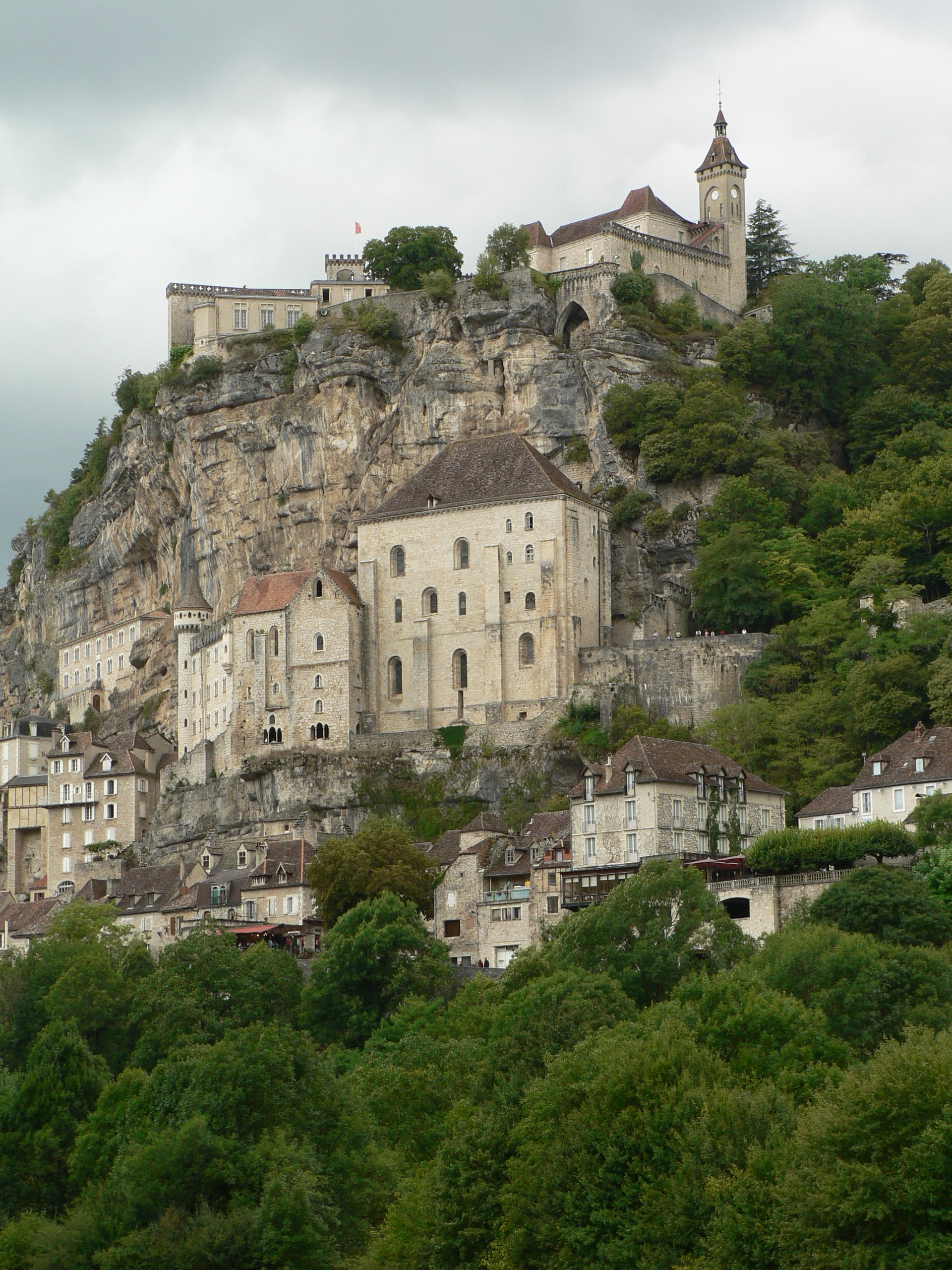
Il Santuario della Madonna Nera di Rocamadour

La perdita di alcuni amici intimi e un pellegrinaggio alla Madonna Nera di Rocamadour nel 1936, lo portarono a riscoprire la fede cattolica, in conseguenza della quale il suo stile compositivo si trasformò notevolmente, soprattutto per quanto riguarda l'elaborazione della musica sacra.
Il rapporto con la morte fu molto complesso per Poulenc, amante della buona vita e della spensieratezza. La dipartita di Raymond Radiguet nel 1923 lo sconvolse così tanto che per due giorni non riuscì a fare nulla. Dopo Radiguet, nel 1930, la perdita di Raymonde Linossier, l'unica donna con la quale avrebbe voluto sposarsi, fu per Poulenc veramente terribile.
Ma fu nel 1936, con la morte dell'amico e compositore Pierre-Octave Ferroud che Poulenc si avvicinò veramente alla dimensione mistica del cristianesimo: si recò in pellegrinaggio presso il Santuario della Madonna Nera di Rocamadour, al ritorno dal quale compose le "Litanies à la vierge noire" per coro femminile e orchestra (1936). In un periodo in cui era ancora alle prese con la composizione del "Concerto per organo, orchestra e timpani", commissionatogli nel 1934 dalla principessa de Polignac, interruppe quel grandioso lavoro per dedicarsi alla spiritualità riversata in musica. Gli apici del suo pensiero cristiano vennero raggiunti però negli anni '50, con la creazione del "Gloria", della "Messa in Sol minore" e dello Stabat Mater (scritto nel 1951 dopo la perdita del caro amico Christian Bérard, a cui è dedicato).
Nel corso degli anni fu anche un pianista molto amato, sia come solista, sia in duo con il violoncellista Pierre Fournier che con il pianista Jacques Février o con il già citato baritono Pierre Bernac. Il primo concerto con quest'ultimo avvenne il 3 febbraio 1937 presso la Salle Gaveau di Parigi e la loro collaborazione durò fino al ritiro dalle scene del baritono, avvenuto nel 1960. Le sue prime esibizioni pubbliche in qualità di pianista ebbero luogo a partire dal 1933 quando cominciò a proporre le proprie composizioni per pianoforte, a partire dalle prime 6 "Improvisations per pianoforte".

### La guerra
Gli anni '40 furono per Poulenc molto impegnativi dal punto di vista della composizione, in particolare di lavori vocali: si ricordano "L'Histoire de Babar" (la storia per bambini dell'elefantino Babar), il ciclo di canzoni "Banalités" su testi di Apollinaire, due mottetti per coro misto a cappella ("Salve Regina" e Exultate Deo"), "Fiançailles pour rire", "Les Chansons villageoises", "Métamorphoses", su testi di Louise de Vilmorin, e "C", su poesie di Louis Aragon.

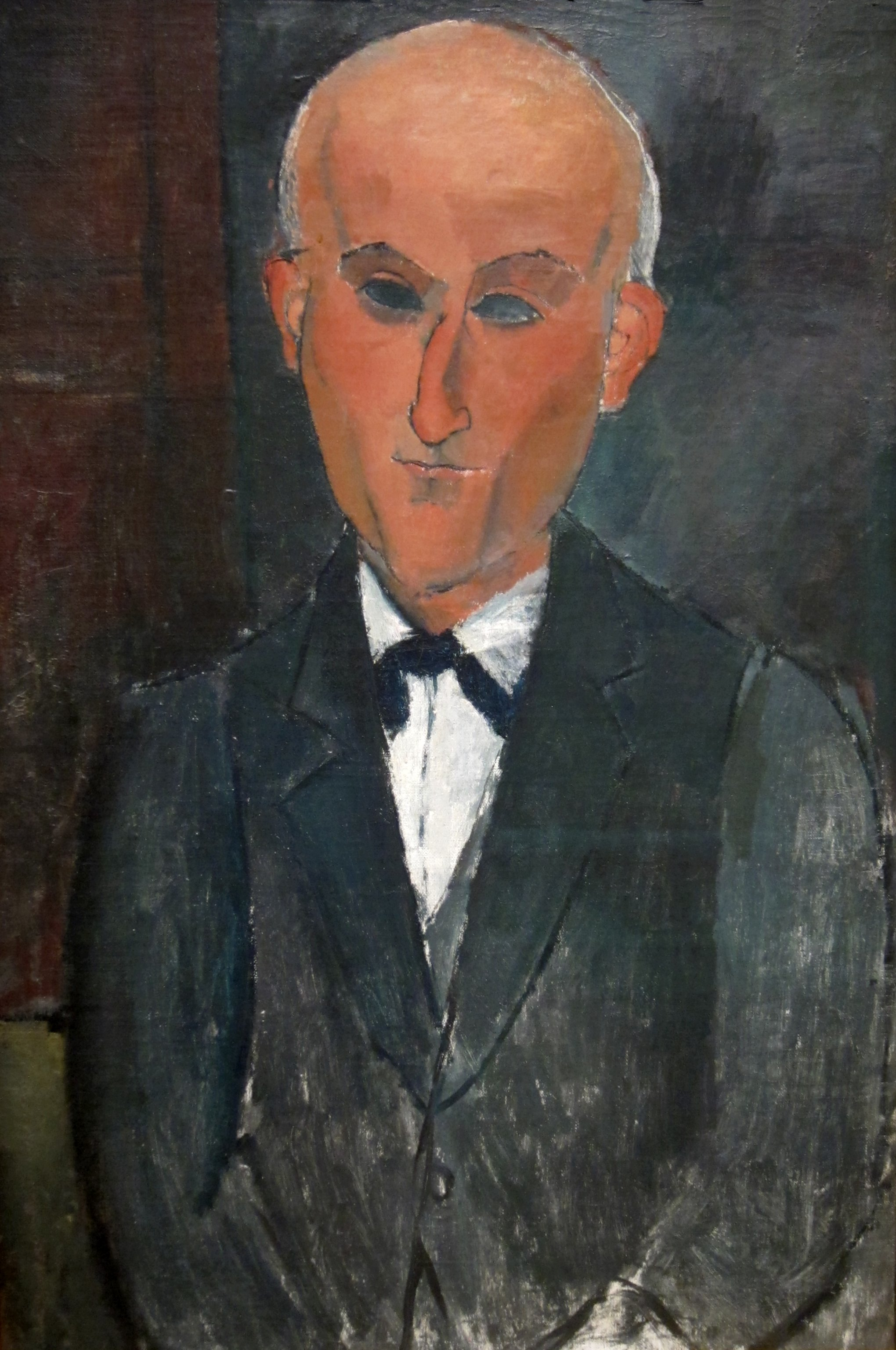
Ritratto di Max Jacob secondo Amedeo Modigliani

Ma gli anni '40 furono anche gli anni in cui la Francia venne invasa dalla Germania nazista. Allo scoppio della guerra, il compositore aveva appena raggiunto i 40 anni ed era dunque ancora arruolabile nell'esercito: venne chiamato sotto le armi per un anno nei pressi di Bordeaux. In seguito il Ministero della Cultura francese richiese lui e Bernac per un progetto di propaganda musicale. Se dapprima Poulenc rimase su posizioni neutre, in seguito prese le parti della Resistenza francese. Nel 1943, simbolicamente, dedicò la sua "Sonata per violino e pianoforte" alla memoria di Federico García Lorca; si attivò poi, insieme a molti altri intellettuali come Sacha Guitry e Jean Cocteau, per la liberazione dell'amico Max Jacob, arrestato dalla Gestapo e poi morto in un campo di concentramento nel 1944. Nel 1942 inoltre venne eseguito per la prima volta il suo secondo balletto "Les animaux modèles" al Palais Garnier con Serge Lifar nella Parigi occupata dalle armate tedesche; questo balletto conteneva espliciti riferimenti alla musica patriottica francese. Negli stessi anni inoltre compose una cantata profana, "Figure Humaine" su testi di Paul Éluard (poeta molto attivo nella Resistenza francese), nella quale il contenuto anti-bellico è molto esplicito; la cantata però rimase ineseguita fino alla fine della guerra, a causa del suo carattere eccessivamente partigiano.

### La fama mondiale
Dopo il tiepido successo della sua prima opera lirica "Les mamelles de Tirésias", nel 1947 Poulenc sbarcò, insieme a Bernac, per un lungo tour negli Stati Uniti dove ebbe la possibilità di far conoscere la sua musica e dove, il 7 novembre ricevette un'ottima accoglienza dopo un recital presso il Town Hall di New York. Nel 1949 cominciò a scrivere il suo "Concerto per pianoforte e orchestra" che verrà eseguito per la prima volta dalla Boston Symphony Orchestra, nel gennaio 1950. Fra il 1953 e il 1956 scrisse "I dialoghi delle carmelitane" su commissione dell'editore italiano Ricordi, da un testo di Georges Bernanos. Dopo un tour in Egitto sempre con il fedele Bernac, nel 1957 presso il Teatro alla Scala di Milano si tenne la prima de "I dialoghi delle carmelitane", seguito, a distanza di tre mesi, dalla prima francese. Fu un enorme successo, accompagnato dalle grandi emozioni regalate anche dalla "Sonata per flauto e pianoforte" eseguita per la prima volta nello stesso anno da Jean-Pierre Rampal e Poulenc stesso, e dall'ultima opera lirica del nostro compositore, "La voce umana" (1959) su testo di Jean Cocteau.
Anche dopo il ritiro di Bernac, continuò la sua attività assieme al soprano Denise Duval sulla cui vocalità aveva modellato la parte solistica de "La voce umana" e il ruolo di Blanche ne "I dialoghi delle Carmelitane". Nel 1961 Poulenc suonò per l'ultima volta negli Stati Uniti, avendo però l'occasione di far eseguire alla Carnegie Hall di New York la prima del suo "Gloria". Del 1962 furono invece le sue ultime composizioni: "Sept Répons pour les ténèbres", (commissionatagli da Leonard Bernstein per l'apertura del Philharmonic Hall del Lincoln Center) per coro, la "Sonata per clarinetto e pianoforte" (dedicata ad Arthur Honegger e scritta per Benny Goodman e Leonard Bernstein, che la eseguirono per la prima volta poco dopo la morte dell'autore) e la "Sonata per oboe e pianoforte" (dedicata a Sergej Prokofiev, anch'essa eseguita postuma).
Come insegnante al Conservatorio di Parigi ebbe un unico allievo, l'italofrancese Gabriel Tacchino.
Il suo ultimo concerto si tenne il 26 gennaio 1963 nei Paesi Bassi, a Maastricht, insieme alla Duval. 4 giorni dopo, il 30 gennaio un infarto letale lo colse a casa, in Rue de Médicis n°5, a Parigi. Per sua stessa richiesta, il funerale fu celebrato nella più grande semplicità, accompagnato dalla sola musica di Bach. La morte giunse in un periodo in cui, con il vecchio amico Jean Cocteau, stava progettando un'opera dal titolo "La macchina infernale".

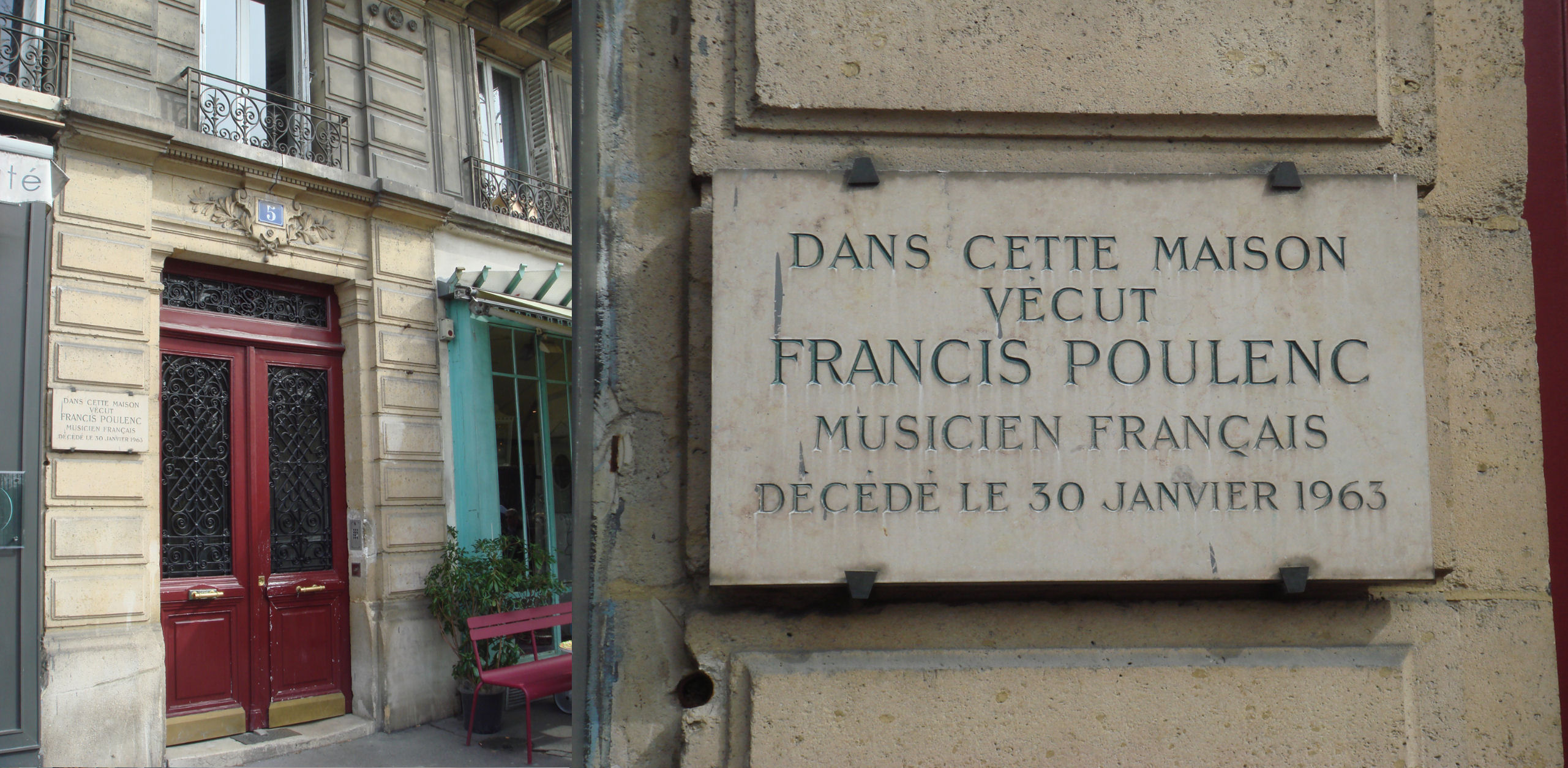
Lapide commemorativa sulla casa in cui visse Poulenc, a Parigi.

È sepolto nel cimitero di Père-Lachaise, nella tomba di famiglia. Curiosamente l'anno di  nascita riportato sulla tomba è il 1900 anziché il 1899.

## La personalità
Poulenc ebbe a dichiarare una volta che "la sua musica è il suo ritratto". Il contrasto fra il suo carattere da "disinvolto bon viveur" e il "gentile e devoto Poulenc" fu sintetizzato da una dichiarazione dell'amico Benjamin Britten: 
Gli aperti contrasti nel suo carattere si riflettevano anche nell'apparente dicotomia fra la sua pubblica omosessualità (da lui definita "sessualità parigina") e la sua profonda fede cattolica. Il suo animo sornione lo spinse a comprare nel 1927 una grande tenuta chiamata Le Grand Coteau nei pressi del villaggio di Noizay nella regione dell'Indre e Loira, per fuggire alla grande confusione della capitale che, se lo gratificava in quanto compositore, spesso lo mortificava in quanto persona omosessuale ma cattolica. A Noizay trovò l'amore nel suo primo compagno ufficiale, l'autista Raymond Destouches, al quale dedicò la sua prima opera lirica "Les mamelles de Tirésias" (1947). In seguito, fondamentale nella sua prima maturità, fu il rapporto con il pittore Richard Chanlaire al quale dedicò il suo "Concert champêtre".
Dalla fine della guerra fino alla prima dei "Dialoghi delle Carmelitane" la vita privata di Poulenc non fu per nulla facile. Innanzitutto si dovette scontrare per i diritti d'autore del testo, originariamente di Bernanos ma poi comprati da un intellettuale statunitense; la stessa scrittura dell'opera lo portava a scontrarsi con le tendenze della musica contemporanea che andava in tutt'altra direzione, rispetto alla sua opera tonale e post-wagneriana; oltre a ciò il suo compagno dell'epoca Lucien Roubert decise di porre fine alla loro storia d'amore, cominciata nel 1948. La depressione si appesantì ulteriormente quando, nel 1955, a Roubert venne diagnosticato un tumore: l'ex compagno si spense nello stesso giorno in cui lui terminava di copiare l'abbozzo del finale dei "Dialoghi". La sua vita però prese una giusta piega in seguito al folgorante successo della sua ultima opera lirica, alla serie di concerti insieme a Bernac e a Jean-Pierre Rampal, dedicatario della sua "Sonata per flauto e pianoforte" (1956) e alla ritrovata serenità insieme al suo ultimo compagno, Louis Gautier.
Nella sua intera vita desiderò una sola donna quale compagna: si trattava della sua amica d'infanzia Raymonde Linossier (1897-1930), che lo aiutò anche nei suoi primi anni di vita parigina. Desiderò sposare questa sua amica, pur non riuscendo a confidarglielo direttamente, per paura di perdere la sua amicizia. Linossier però morì (in circostanze mai chiarite) prima che lui potesse rivelarle i suoi veri sentimenti; dopo questo terribile avvenimento, Poulenc non riuscì a comporre per un anno intero. A Raymonde, Poulenc aveva dedicato il suo primo balletto "Les biches", la cui partitura inserirà nella bara dell'amica, defunta il 30 gennaio 1930.
Nel corso degli anni ebbe una sola successiva storia d'amore con una donna, chiamata semplicemente Frédérique dalla quale, nel 1946 ebbe una figlia, Marie-Ange.

## Lo stile
La sua musica raccoglie tutte le influenze esercitate dalla Belle Époque in uno stile semplice, che risente fortemente del dadaismo, scherzoso e umoristico ma anche melanconico, senza escludere legami col neoclassicismo francese. Parigino fino al midollo, della città amò e rappresentò musicalmente l'eleganza, l'energia e lo spirito. La sua musica, anti-romantica ma anche anti-impressionista, costituisce l'altra faccia del mondo rispetto sia a Wagner che a Debussy, e rimanda piuttosto allo stile popolare e vivace del music-hall e del cabaret, all'estetica di Satie e di Cocteau.

Poulenc fu sempre consapevole di non essere un innovatore, ma non si preoccupò mai di questa sua posizione poiché ritrovava in se stesso i tratti di un compositore che può scrivere belle opere senza cambiare il linguaggio. A tal proposito, nel 1942 ebbe a scrivere: 

Da giovane indicò 3 compositori la cui eredità aveva accolto: Debussy, che lo aveva risvegliato alla musica, Stravinskij, che aveva preso come guida, e Satie, il cui insegnamento fu più estetico che prettamente musicale. Oltre a questi tre, la sua musica è grandemente e dichiaratamente influenzata da quella di Emmanuel Chabrier. Nel 1919, appena superati i vent'anni, purtuttavia aveva sostenuto che 
Innegabile quindi la sua ascendenza classica, da Bach, che aveva poi riscoperto attraverso gli insegnamenti di Koechlin, a Mozart, che citerà non poche volte in molti suoi lavori.
Lo stile cui appartiene il compositore (o periodo) si chiama "periodo contemporaneo" e si afferma nel XX secolo.

### Aspetti compositivi
La sua produzione comprende molti lavori per pianoforte ("Huit Nocturnes", "Concerto per pianoforte e orchestra in Do diesis minore", "Concerto in Re minore per due pianoforti e orchestra", la suite "Napoli", la "Sonata per due pianoforti" e molti altri) e anche una notevole produzione di musica sacra (sono famosi il Gloria e lo Stabat Mater) in cui un contrappunto statico ma allo stesso tempo innovativo nel complesso crea una nitidezza mistica come nel requiem di Gabriel Fauré. Altra opera monumentale tra tutti i lavori di Poulenc è il "Concerto in Sol minore per organo, orchestra d'archi e timpani" che con la sua violenza brutale, seppur in maniera molto distante, prelude per quanto riguarda i colori e gli assoli dell'organo al "Concerto per organo e orchestra" di Paul Hindemith di quasi vent'anni dopo.
L'interesse per l'antico di Poulenc culmina nel "Concert champêtre", per clavicembalo e orchestra, (1927–1928), nel quale, per esempio, all'inizio del movimento finale si sente molto chiara l'influenza di Domenico Scarlatti. Il concerto testimonia una delle prime riprese moderne del clavicembalo in concerto assieme al Concerto per clavicembalo e sei strumenti di Manuel de Falla, di cui condivide l'atmosfera neoclassica.

Si dedicò anche alla musica da camera, progettando di scrivere una sonata per ogni strumento a fiato, sebbene sia riuscito a scriverne solamente tre: per clarinetto, oboe e flauto oltre alla Elegie per corno. Il corpus compositivo nella musica da camera, se si eccettua la musica vocale, comprende essenzialmente musica per strumenti a fiato. Lo stesso autore affermò nel 1956: 
Nel suo corpus compositivo infatti si trovano solamente due sonate per strumenti ad arco (una per violino e una per violoncello) a fronte di dieci per strumenti a fiato.
Realizzò anche 3 opere liriche e 2 balletti più diverse collaborazioni ad opere collettive (come i balletti "Les Mariés de la Tour Eiffel" o "L'éventail de Jeanne"). Al contrario di diversi suoi colleghi del Gruppo dei Sei (in particolare Auric) si dedicò pochissimo alla musica per film.

### Contrasti con la musica contemporanea
Nel dopoguerra, Poulenc, in aperta polemica con i sostenitori della nuova musica creata da Olivier Messiaen e da suoi studenti come Pierre Boulez, difese il suo ruolo all'interno della musica francese e soprattutto l'importanza della musica di Stravinskij, osteggiato dalla Scuola di Darmstadt attraverso gli scritti di Theodor Adorno. Dal suo canto rispettò le teorie di Messiaen e riuscì a costruirsi un ruolo preminente nel panorama musicale francese sebbene nei primi momenti molti fossero i dubbi e i momenti di depressione.

## Opere
La vivacità, l'indipendenza di spirito, la creatività di Poulenc si sono manifestate in una produzione numerosa e di generi assai diversi. In questa lista parziale sono da ricordare in particolare:

### Opere liriche
- Le mammelle di Tiresia (1947) in due atti e un prologo, su libretto di Guillaume Apollinaire
- I dialoghi delle Carmelitane (1957) in tre atti e dodici quadri, dall'omonimo testo di Georges Bernanos
- La voce umana (1959) in atto unico, su libretto di Jean Cocteau

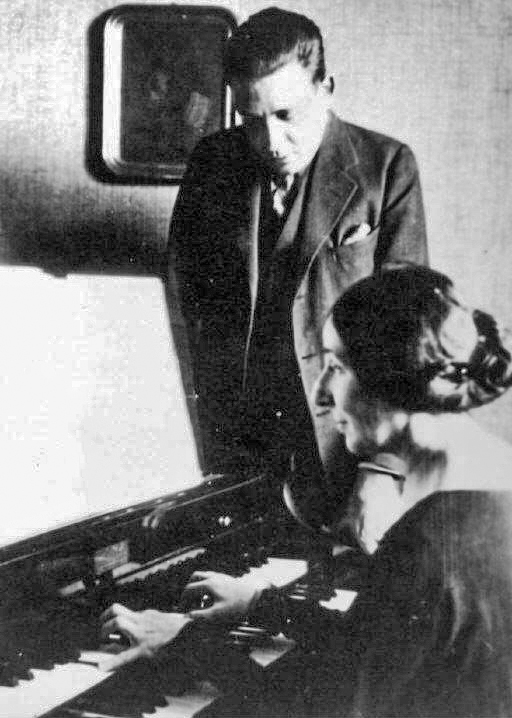
Poulenc e Wanda Landowska

### Composizioni orchestrali
- Les biches, balletto (1924);
- Concert champêtre per clavicembalo e orchestra (1928)
- Concerto per due pianoforti e orchestra in Re minore (1932)
- Concerto per organo, orchestra e timpani (1938)
- Stabat Mater per soprano solo, coro misto e orchestra (1951)
- Concerto per pianoforte e orchestra (1949)
- Gloria per soprano solo, coro misto e orchestra (1961)
- Sinfonietta

### Musica da camera

#### Per duo, trio o ensemble
- Sonata per clarinetto e fagotto (1922 - rev. 1945)
- Sonata per corno, tromba e trombone (1922 - rev. 1945)
- Trio per oboe, fagotto e pianoforte (1926)
- Sestetto per quintetto di fiati e pianoforte (1932 - rev. 1939)
- Suite francese da Claude Gervaise per strumenti a fiato, percussioni e clavicembalo (1935)
- Sonata per violino e pianoforte (1942/43 - rev. 1949)
- Sonata per violoncello e pianoforte (1948)
- Sonata per flauto e pianoforte (1956-1957)
- Elegia per corno e pianoforte (1957)
- Sonata per clarinetto e pianoforte (1962)
- Sonata per oboe e pianoforte (1962)

#### Per chitarra
- Sarabande (1960)

#### Per pianoforte
- Sonata per pianoforte a quattro mani (1918)
- Promenades (10 pièces) (1921)
- Napoli (3 pièces) (1922-1925)
- 3 Novelettes (1927-1959)
- 8 Nocturnes (1929-1938)
- 15 improvisations (1932-1959)
- Villageoises (6 petites pièces enfantines) (1933)
- 2 intermezzi (1934)
- Suite française d'après Claude Gervaise (1935)
- Les soirées de Nazelles (1930-1936)
- Sonata per 2 pianoforti (1952-1953)
- la versione musicale della storia di Babar, l'elefante;

### Fonti primarie
- (EN) Sidney Buckland (a cura di), Echo and Source. Selected Correspondence 1915-1963, traduzione di Sidney Buckland, Londra, Gollancz, 1991.
- (FR) Myriam Chimènes (a cura di), Correspondence 1910-1963, Parigi, Fayard, 1994.
- (FR) Henri Hell, Francis Poulenc, Parigi, Fayard, 1978.
- (FR)  Francis Poulenc, Moi et mes amis, intervista raccolta da Stéphane Audel, Paris, La Palatine Ligugé, 1963.
- (FR)  Francis Poulenc, Journal de mes mélodies, Cicero, 1993.
- (FR)  Francis Poulenc, À bâtons rompus (écrits radiophoniques, Journal de vacances, Feuilles américaines), a cura di Lucie Kayas, Arles, Actes Sud, 1999.

### Fonti secondarie
- (FR)  Simon Basinger, Les Cahiers de Francis Poulenc, Parigi/collectif de l'Association F.Poulenc, Paris, 2008.
- (FR)  Pierre Bernac, Francis Poulenc et ses mélodies, Parigi, Buchet-Chastel, 1978.
- (FR)  Francine Bloch, Phonographie de Francis Poulenc. Paris, Bibliothèque Nationale, 1984.
- (EN)  Sidney Buckland e Myriam Chimènes (a cura di), Poulenc: Music, Art and Literature, Londra, Ashgate, 1999.
- (EN)  Richard Burton, Francis Poulenc, Absolute Press, 2002.
- Stefania Franceschini, Francis Poulenc. Una biografia, Zecchini, 2014.
- (EN) Benjamin Ivry, Francis Poulenc, Londra, Phaidon Press Limited, 1996.
- (FR)  Renaud Machart, Poulenc, Parigi, Seuil, 1995.
- (EN) Wilfrid Mellers, Francis Poulenc, Oxford University Press, 1996.
- (FR)  Alban Ramaut, Francis Poulenc et la voix, Lyon, Symétrie, 2005.
- (FR)  Jean Roy, Francis Poulenc, Parigi, Seghers, 1964.
- (EN)  Carl B. Schmidt, Entrancing Muse: A Documented Biography of Francis Poulenc, Londra, Pendragon Pr, 2001.